# Shtetl

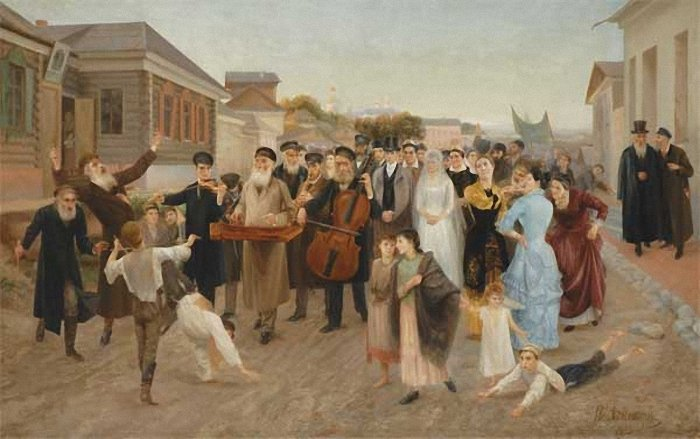
Isaac Asknaziy, Boda judía, 1893. Tiene lugar en un shtetl de la Zona de Asentamiento; la pareja es precedida y acompañada por una banda de músicos judíos que tocan klezmer.

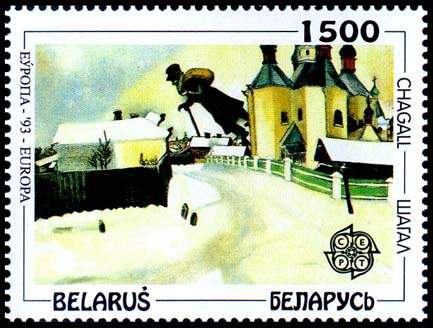
El shtetl en la imaginería de Marc Chagall (estampilla bielorrusa, 1993).

Un shtetl (en yidis שטעטל, ‘poblado’, forma diminutiva de la palabra yidis shtot, שטאָט) era típicamente una villa o pueblo con una numerosa población de judíos, en Europa Oriental y Europa Central, antes del Holocausto.
Los shtetls (plural en yidis: שטעטלעך, shtetlej) se concentraban principalmente en las áreas que conformaban la Zona de Asentamiento en el Imperio ruso, Polonia, Galizia y Rumanía. Una ciudad más grande, como Leópolis o Czernowitz, era llamada un shtot (en yidis שטאָט) y una villa más pequeña que un shtetl solía llamarse dorf (en yidis: דאָרף‎).

## Historia
La mayoría de los shtetl tuvo su origen en la migración de población judía hacia el territorio de la Mancomunidad de Polonia-Lituania en tanto los monarcas polacos habían permitido el asentamiento de hebreos en sus dominios desde el siglo XV, para dinamizar la economía del país ejerciendo la pequeña industria y el comercio, mientras concedían a los judíos una elevada tolerancia religiosa que les era vedada en casi todo el resto de Europa.
Un rasgo especial de la población judía en esta zona de Europa Oriental era que no solamente se concentraba en ciudades de importancia sino en pequeñas villas donde los hebreos eran la mayoría de la población, o al menos una minoría numerosa. Este relativo aislamiento rural y la facilidad para formar comunidades endogámicas gracias a su concentración poblacional, permitieron que en los shtetl se conservasen por décadas las costumbres religiosas y civiles del judaísmo en un nivel ortodoxo, con escasa influencia foránea y sin sufrir persecuciones de las autoridades polaco-lituanas. 
Gracias a la tolerancia de los monarcas polacos, en tales comunidades florecieron sinagogas y yeshivás, mientras el rabinato de origen askenaz adquiría un notable vigor intelectual, lo cual se reflejaba en características culturales peculiares como la música klezmer y la preservación del yidis incluyendo estudios de su gramática. 
Los posteriores conflictos de Polonia-Lituania durante las crisis del siglo XVII y las particiones del siglo XVIII no suprimieron los shtetl, pese a la violencia y destrucciones propias de las guerras, y así en el siglo XIX estas comunidades continuaron floreciendo ahora bajo el gobierno del Imperio Ruso.
Gracias a esta situación, el concepto de «cultura del shtetl» se utiliza como metáfora de la forma tradicional de vida del siglo XIX entre los judíos de Europa Oriental. Los shtetls se presentan como comunidades piadosas observantes del judaísmo ortodoxo, socialmente muy estables e inalterables en su estilo de vida debido a la poca influencia externa y pese a eventuales ataques extranjeros, conservando su lengua yidis, sus costumbres, y su religión. 
Los shtetl empezaron a sufrir el acoso del mundo exterior con las medidas antisemitas del gobierno ruso a lo largo del siglo XIX (como la creación y ampliación de la Zona de Asentamiento) y estas provocaron el éxodo masivo de las comunidades judías hacia el continente americano y luego hacia el Imperio Otomano en la zona más tarde se convertiría en el Mandato británico de Palestina. No obstante que la hostilidad gubernamental empeoraba las condiciones de vida de la población judía, el alto índice de natalidad explica que los shtetl no sufrieran una elevada despoblación y mantuvieran una activa vida cultural y económica. Tras la revolución bolchevique de 1917 y la violencia de la Guerra civil rusa, los shtetl sufrieron una gran devastación y quedaron divididos entre la URSS y la reconstruida República de Polonia.
Tanto la URSS como Polonia mantuvieron una política de asimilación cultural hacia la minoría judía, que impactó en el mundo rural de los shtetl aunque sin extinguirlos. Así, durante la colectivización de la tierra en la URSS, los shtetl sobrevivientes se adaptaron a las políticas gubernamentales soviéticas, aun perdiendo muchos rasgos sociales y culturales típicos. 
Los shtetl quedaron finalmente destruidos durante la Segunda Guerra Mundial cuando los territorios polacos y soviéticos donde se asentaban quedaron bajo control de la Alemania nazi. El relativo aislamiento de los shtetl y la elevada concentración de población hebrea, sumado a la pobreza de la mayoría de sus habitantes y al fuerte sentido comunitario de los judíos allí residentes, dificultaban mucho cualquier plan de escape o de ocultamiento; ello facilitó a las autoridades nazis realizar su política de exterminio de la población judía en dichas localidades. Así, los nazis causaron la muerte de prácticamente toda la población de los shtetl, ya sea ejecutando matanzas a gran escala sobre el terreno o enviando a sus habitantes a un campo de exterminio, destruyendo además la mayor cantidad posible de edificios principales como escuelas o sinagogas. 
Tras el fin de la guerra en 1945, los shtetl habían quedado despoblados y destruidos, y los escasos supervivientes del genocidio nazi nunca volvieron a ellos, en tanto las masacres nazis habían destrozado el tejido social de familias y vecindarios que eran la base del shtetl. Las nuevas autoridades polacas y soviéticas repoblaron los vacíos asentamientos subsistentes con grupos no judíos, mientras una gran masa de sus sobrevivientes emigraba lejos de Europa Oriental, con lo cual la vibrante cultura hebrea típica de los shtetl se perdió para siempre.

## Interacción con gentiles

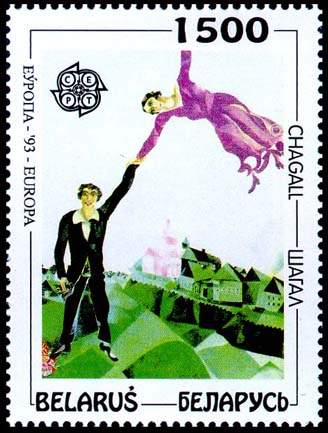
El shtetl en la imaginería de Marc Chagall (estampilla bielorrusa, 1993).

El principal contacto del shtetl con los ciudadanos gentiles fue mediante el comercio con los campesinos vecinos, sean rusos, polacos, o ucranianos. A menudo existía animosidad hacia los judíos por parte de estos campesinos, que en ocasiones culminaba en ataques de extrema violencia de los gentiles hacia los judíos, dando como resultado la muerte de estos últimos, siendo más frecuentes tales ataques desde la década de 1890. 
La mayoría de judíos residentes en los shtetl trabajaba de modo independiente en la pequeña industria, en la prestación de servicios manuales (sastres, herreros, carpinteros), o en el comercio al por menor, y una minoría se dedicaba a la agricultura como principal actividad económica. La educación judía abarcaba la instrucción básica y materias principalmente culturales y religiosas (tenidas en gran estima en su comunidad) en tanto la activa discriminación antisemita tornaba casi imposible acceder a educación secundaria formal fuera del shtetl. El crecido tamaño proporcional de las comunidades judías, y la limitada interacción con gentiles, permitía una efectiva endogamia que preservaba la cultura hebrea en las generaciones siguientes.
A lo largo de los siglos XIX y XX, diversos gobiernos antisemitas contribuyeron a fomentar la segregación y la mentalidad «nosotros-ellos», basada en supuestas diferencias entre los pueblos judíos y no judíos. El antisemitismo imperante impedía a los judíos la participación en gremios profesionales y en la administración estatal, así como el comercio y la industria a gran escala, manteniéndolos en una débil situación material. En la práctica, la pobreza común a las comunidades rurales del Imperio ruso se extendía a los judíos del shtetl, que muchas veces veían en la emigración al extranjero la única salida hacia un mejor nivel de vida, libres de discriminaciones que les impedían toda clase de progreso. 
Un ejemplo de la interacción entre judíos y gentiles en un shtetl es reflejada en la obra musical (luego convertida en filme) El violinista en el tejado basada en los relatos del cuentista Sholem Aleijem, ambientada en una comunidad del Imperio ruso con una crecida minoría de hebreos y que describe en los protagonistas la vida diaria de un granjero judío y su familia.

## Galería

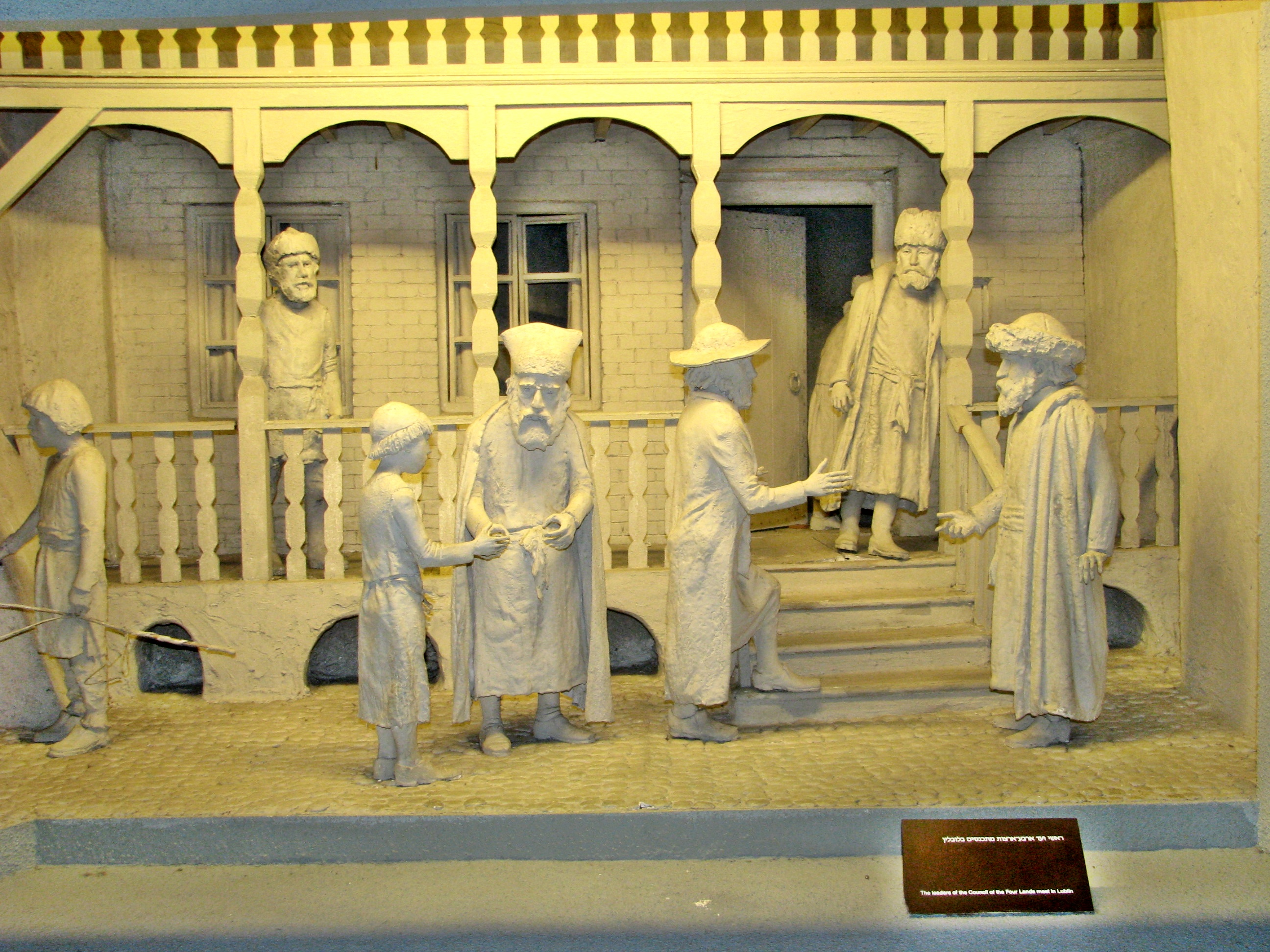
Encuentro de líderes rabínicos en Lublin en 1623.
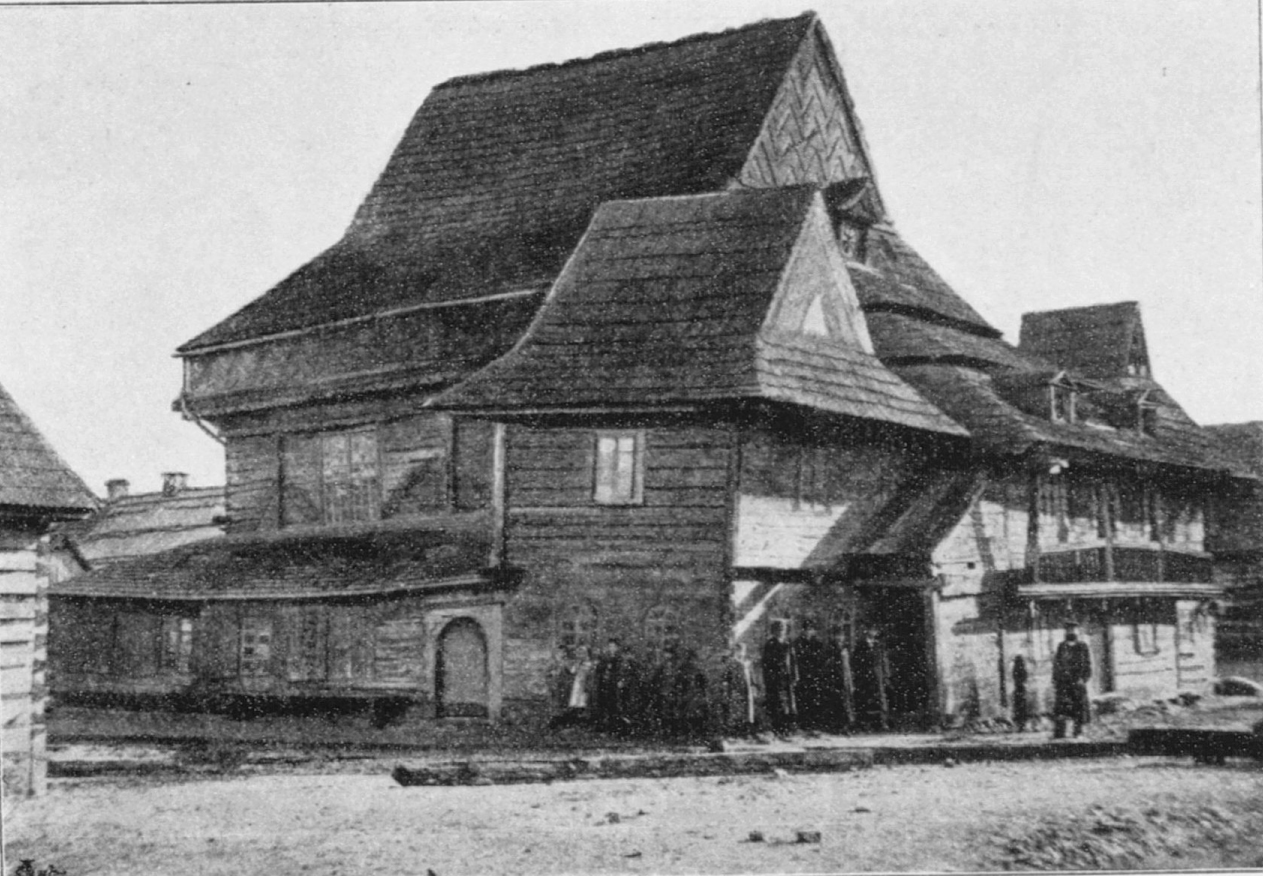
Sinagoga de madera de Zabłudów, Polonia, siglo XVII-XVIII. Fotografía de 1895.
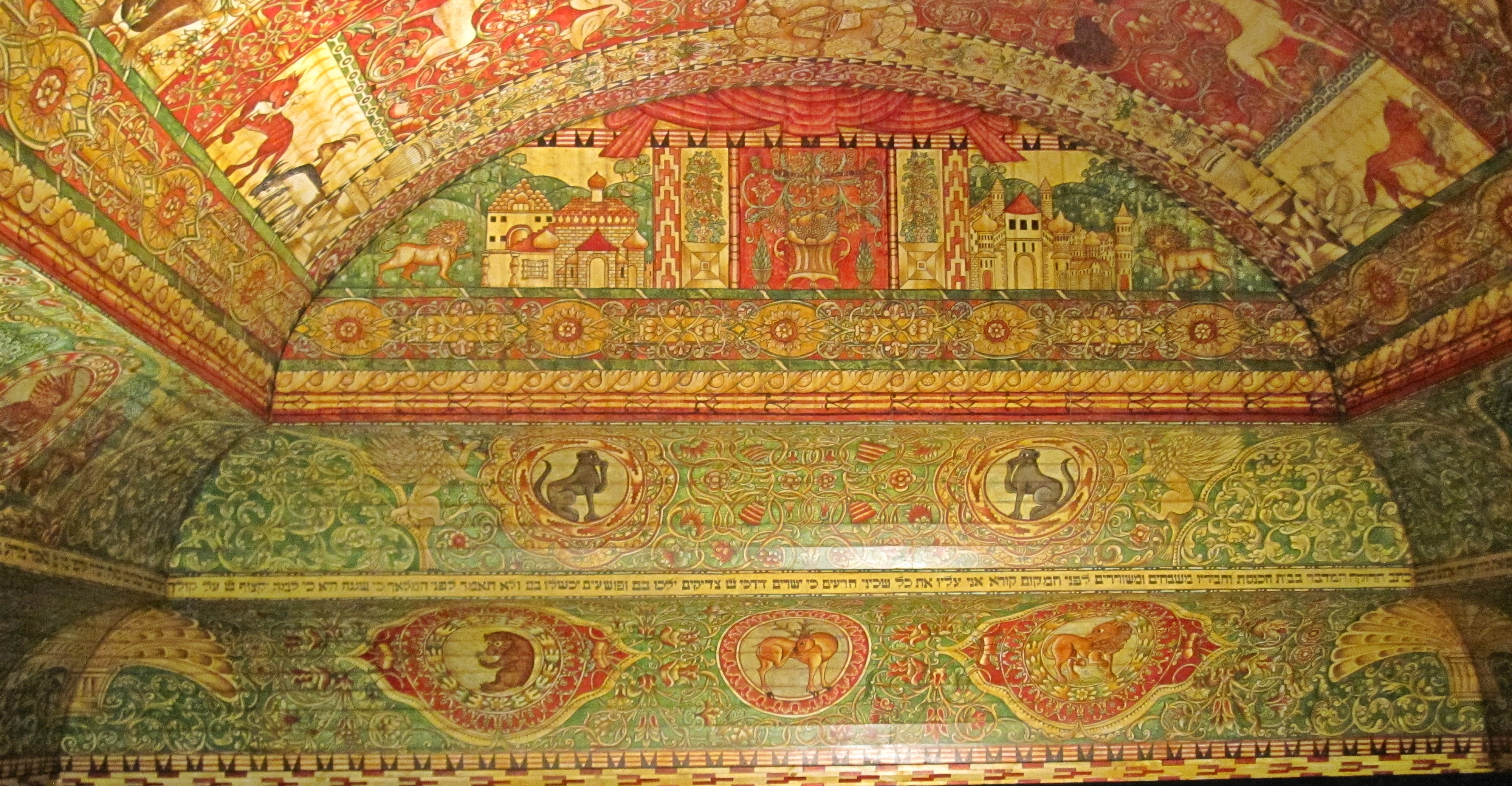
Israel ben Mordejai Lisnicki de Jaryczow, Pinturas del cielorraso abovedado de la Sinagoga de Jódoriv (Chodorów), Galitzia, Ucrania, 1652.
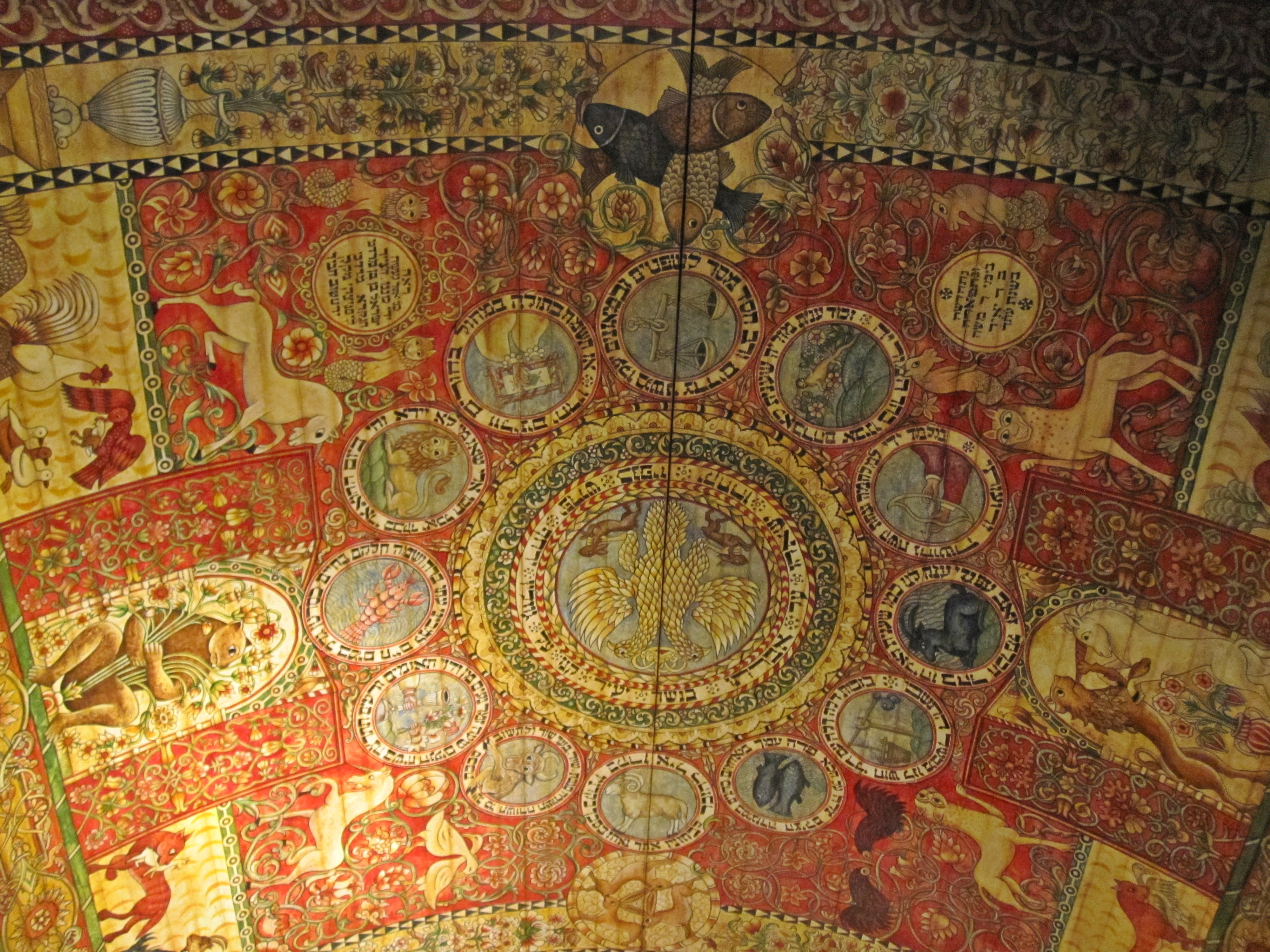
Cielorraso de la Sinagoga de Jódorov, detalle.
Mapa de la Zona de Asentamiento.[7]
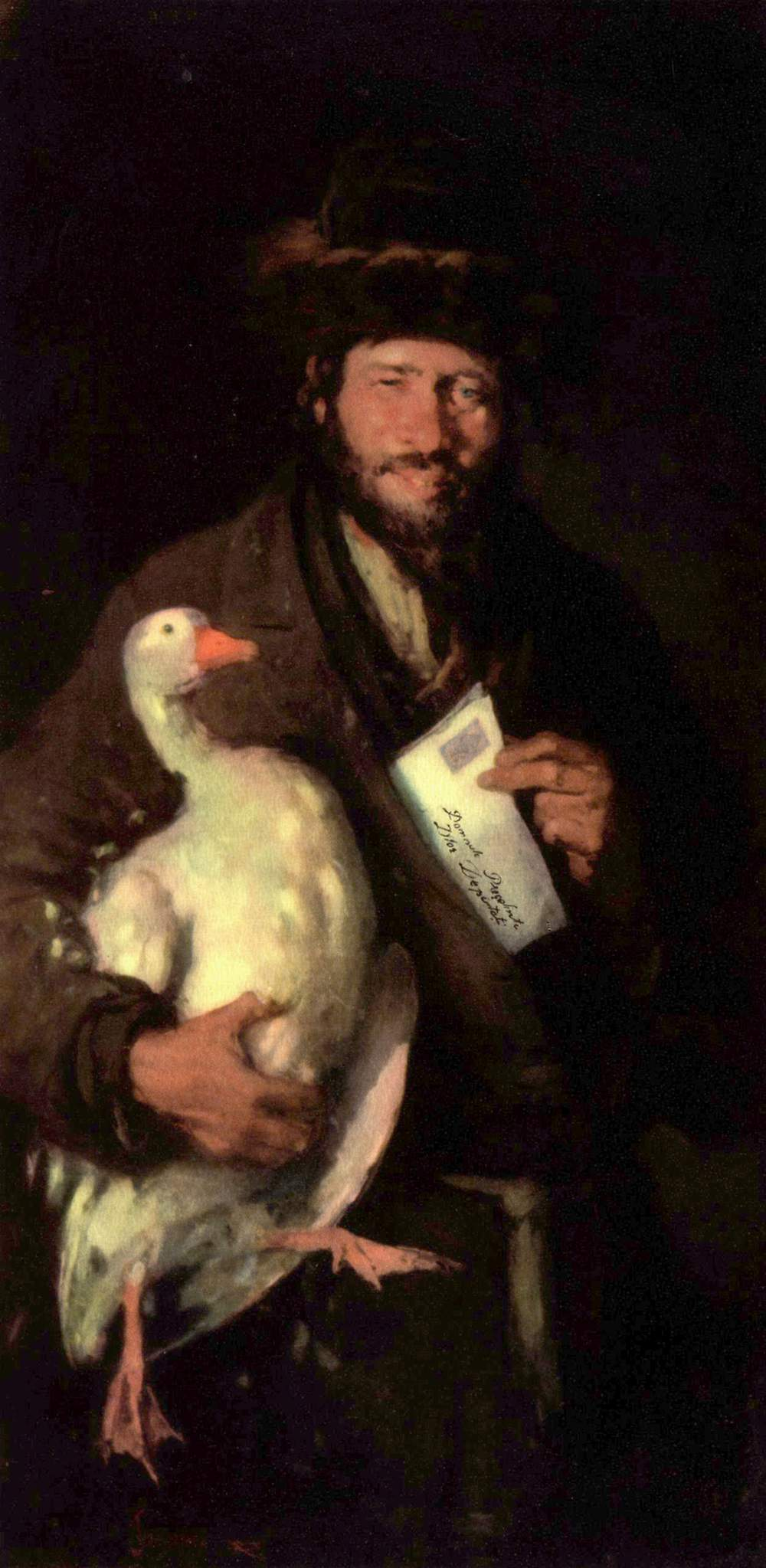
Nicolae Grigorescu, Retrato de un judío rumano, óleo, segunda mitad del siglo XIX. Museo Nacional de Arte de Rumania, Bucarest.
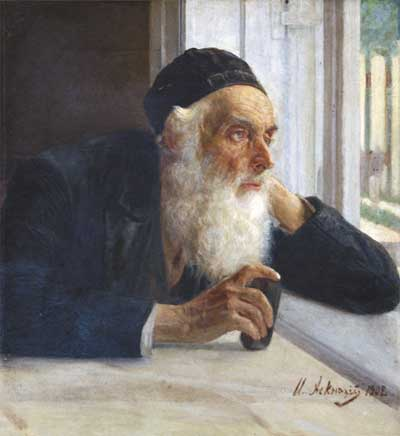
Isaak Asknaziy, Retrato de un anciano judío, 1902
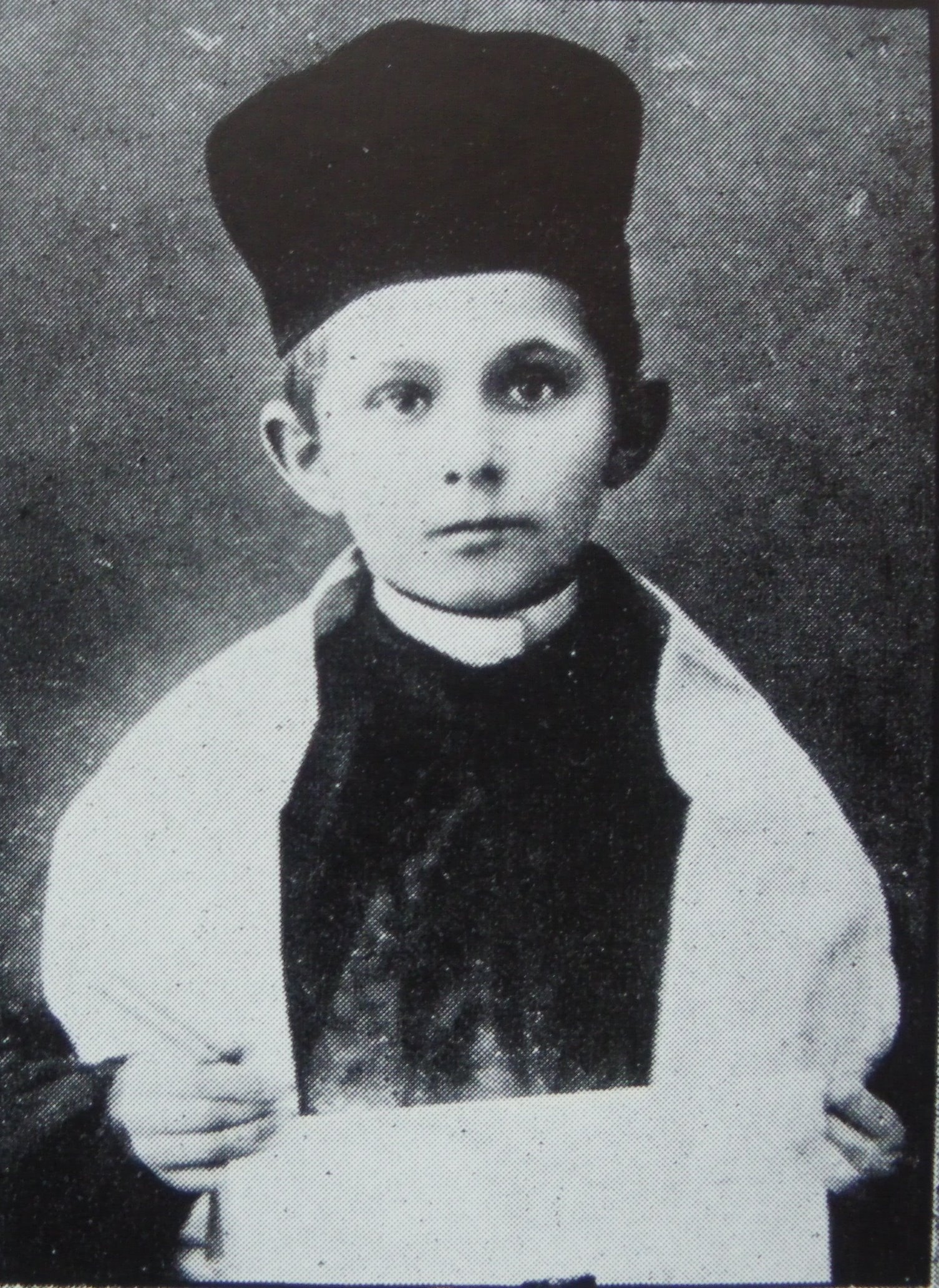
Sholom Secunda, muy joven  jazan  -cantor de la sinagoga, 1905
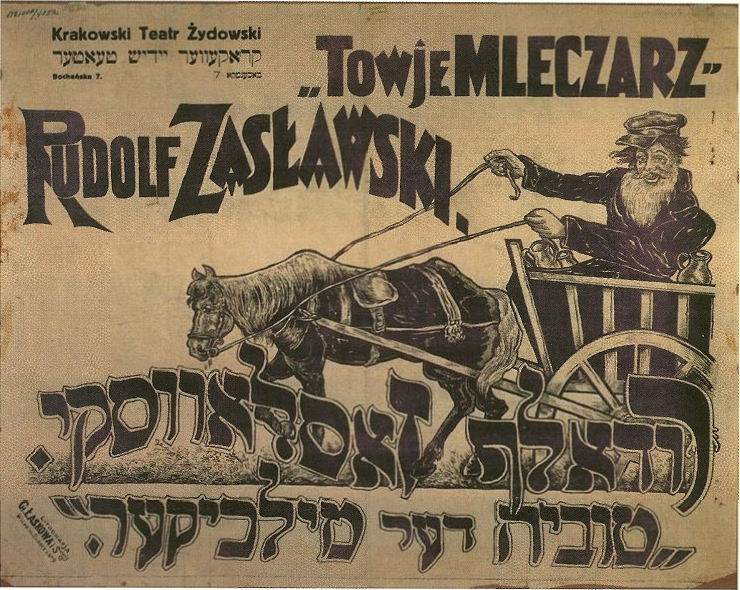
Tevye el lechero es un personaje del shtetl (Tevye der milkhiker, afiche en ídish, exhibido en Vilna, c. 1905-08)
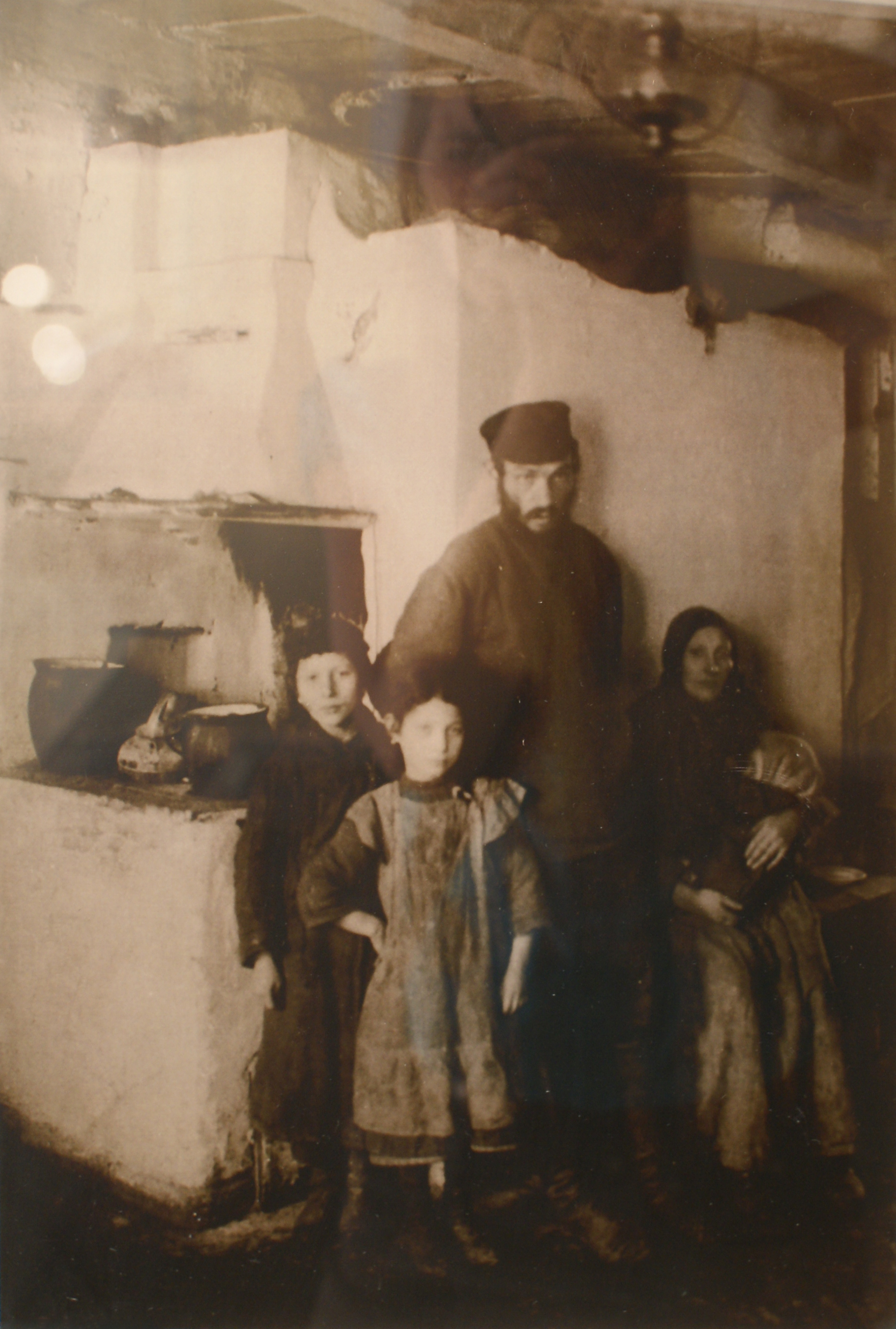
Familia judía en un shtetl ruso, fotografía, 1909
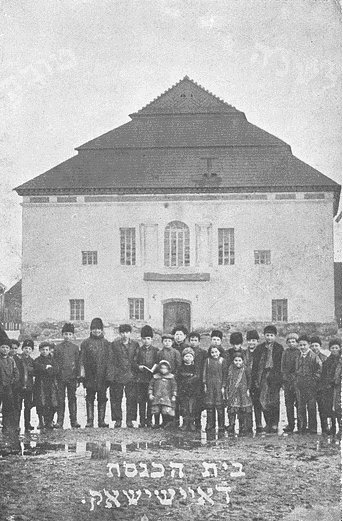
Hombres y muchachos judíos ante la Sinagoga de Eišiškės, Lituania, 1911-1914
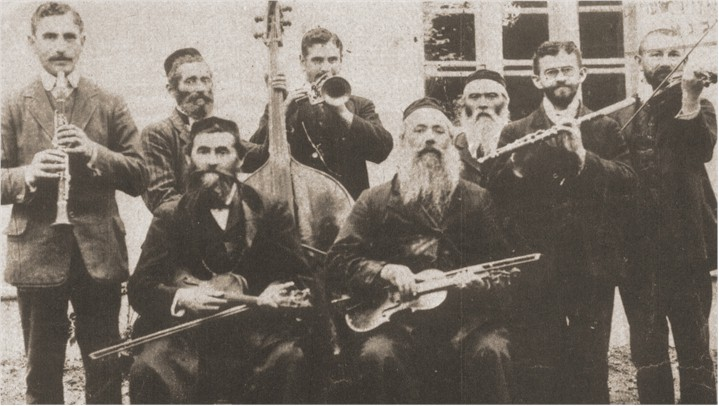
Músicos klezmer de Rohatyn, Ucrania, 1912
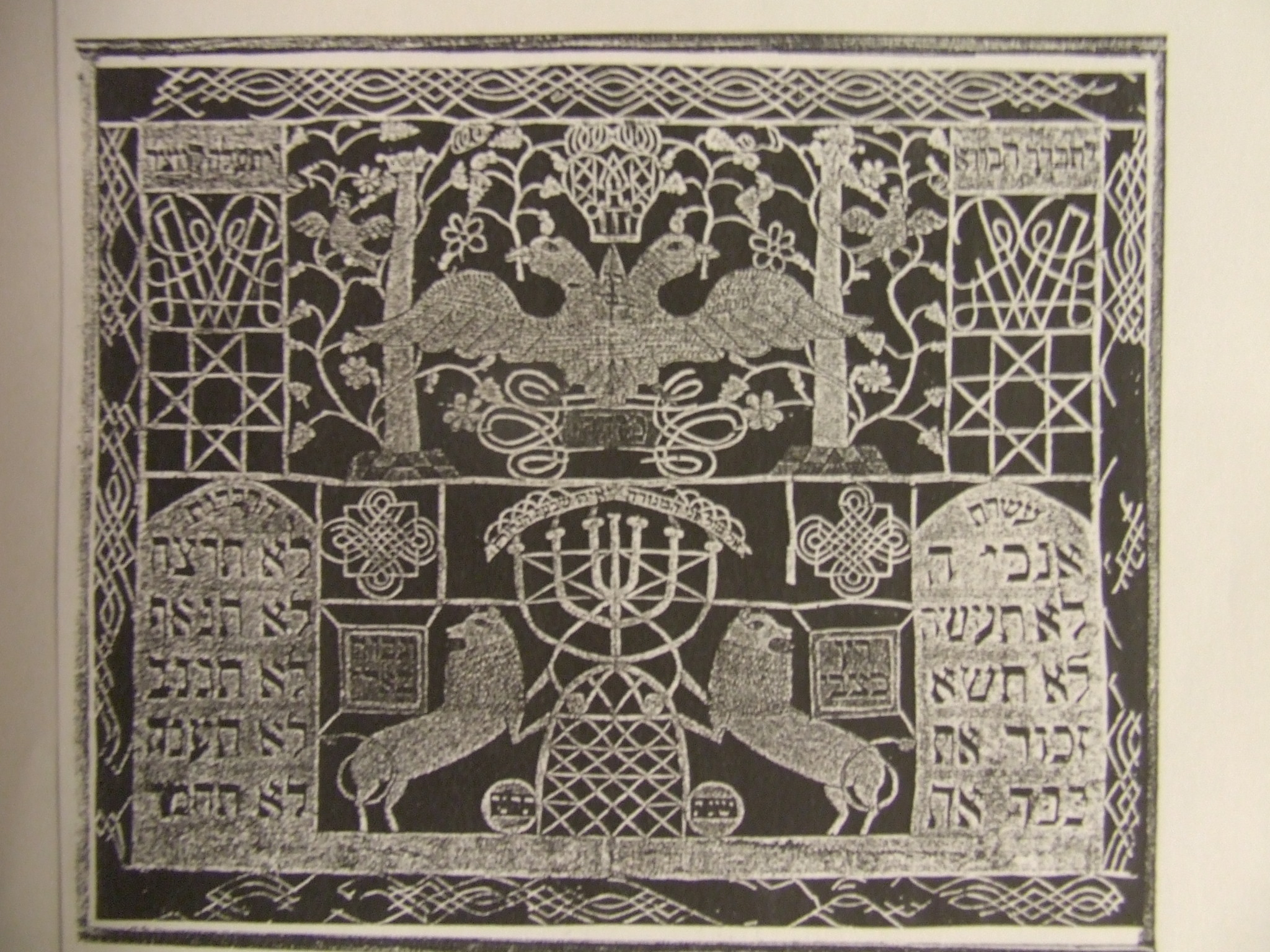
Arte asquenazí. Motivos tradicionales en papel recortado
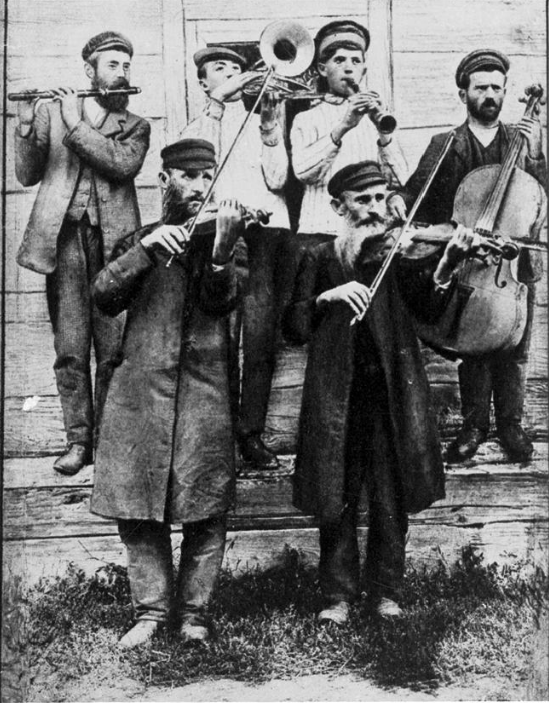
Músicos klezmer, Ucrania, 1925 (fotografía por Menakhem Kipnis)
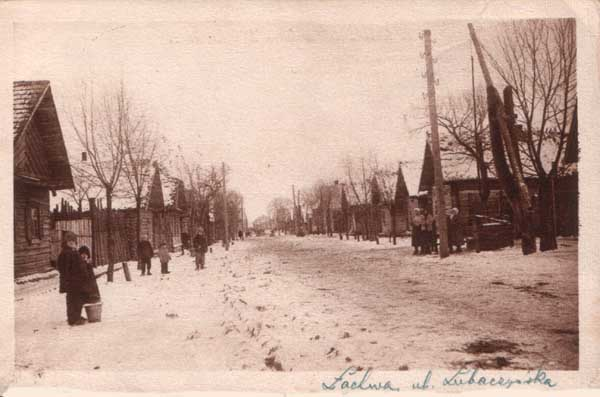
Calle Lubaczyńska (Ulica Lubaczyńska) en Lajva, shtetl en Polonia, 1926
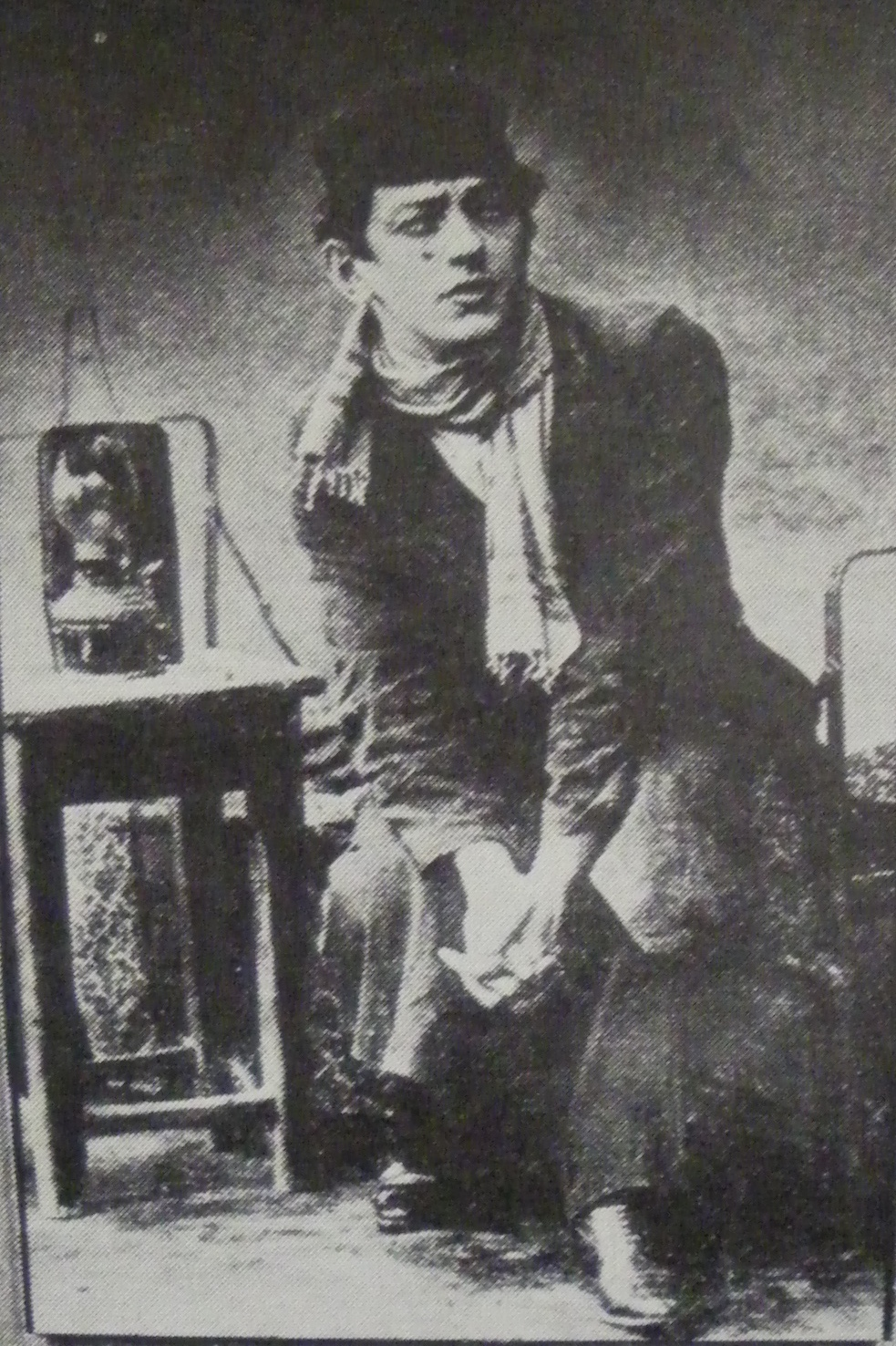
Julius Adler, actor del teatro en ídish que se presentaba en el shtetl, en el papel del talmudista Rakov
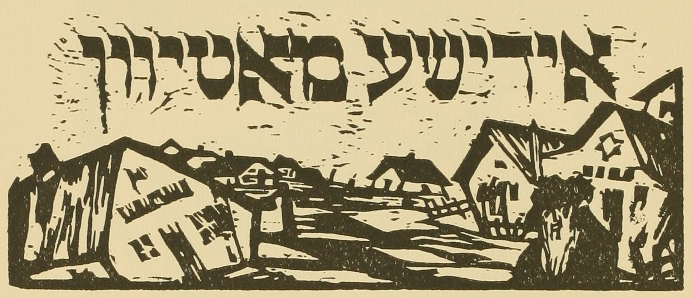
Todros Geller, Motivos judíos (en ídish), xilografía, 1926
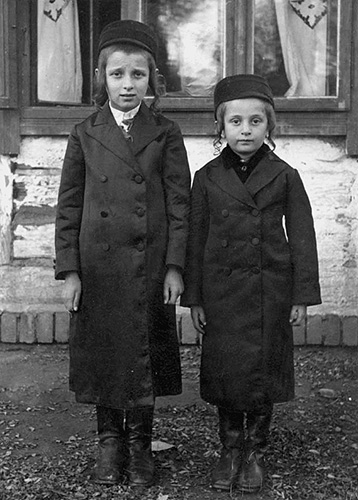
Niños ultraortodoxos de Błażowa (Bluzhov), Polonia, c. 1935